# Ntomba (langue)
Pour les articles homonymes, voir Ntomba.
Le ntomba ou lontomba est une langue bantoue parlée par la population ntomba en République démocratique du Congo. Elle est proche du bolia.

## Répartition géographique
L’Atlas linguistique d’Afrique centrale distingue deux langues appelées lontomba : le lontómbá-inongo parlé dans la province du Mai-Ndombe au sud, avec les variantes ou dialectes principaux ntómbá njale et ɔkɔlɔ́, et le lontómbá-bikoro parlé dans la province de l’Équateur au nord,.
En fait, les variantes nord sont parlés par les Ntómbá du territoire de Bikoro ou Ntómb’Okólo du lac Tumba et les variantes sud sont parlés par les Ntómbá d’Inongo ou Ntómb’é njálé. Ces deux blocs sont séparés par les Bolia parlant le bolia.

## Écriture
| a | b | d | e | ɛ | f | g | h | i | j | k | l |
| m | n | ŋ | o | ɔ | p | s | t | u | w | y | z |